# 行徳駅前
行徳駅前（ぎょうとくえきまえ）は、千葉県市川市の地名。郵便番号は272-0025。

## 地理
市川市南部に位置している。

## 交通

### 鉄道
- 東京メトロ東西線
  - 行徳駅

### 道路
- 千葉県道6号線
- 行徳駅前通り

## 施設
- 市川市立新浜小学校
- 南沖児童交通公園
- 行徳弁天の森21
- ハラ モスク 行徳